# Magnitud bolomètrica
En astronomia, la magnitud bolomètrica designa la magnitud d'un objecte celeste tenint en compte la totalitat de l'espectre electromagnètic, del domini ràdio als raigs gamma. Es tracta d'una mesura de la seva lluminositat a una escala logarítmica.
Per una estrella, la magnitud bolomètrica s'obté generalment a partir de la magnitud absoluta dins una certa banda espectral (generalment V del  sistema fotomètric de Johnson) a la qual se l'aplica la correcció bolomètrica. Aquesta correcció és difícil de calibrar. Depèn molt del tipus espectral: a una magnitud absoluta fixa, una estrella com més emet en el blau i l'ultraviolat més calenta és i, per això, presenta un flux visible encara menys important.
Depèn, en menor mesura de la seva lluminositat i metal·licitat, ja que aquests paràmetres tenen una influència en la fotometria de banda ampla (per la desviació de la gravetat de la superfície i de les opacitats)
La magnitud bolomètrica es pot escriure 
{\displaystyle M_{\mathrm {bol} }=M_{V}+\mathrm {BC} }
{\displaystyle M_{\mathrm {bol} }=m_{V}+\mathrm {BC} -5\log _{10}(d/{d_{0}})}
{\displaystyle M_{\mathrm {bol} }=4.75-2.5\log _{10}(L/L_{0})}
on
- {\displaystyle M_{V}} i {\displaystyle m_{V}} són les magnituds absolutes i aparent al filtre V del sistema fotomètric ;
- BC, la correcció bolomètrica ;
- {\displaystyle L} i {\displaystyle L_{0}}, les lluminositats de la font i del sol ;
- {\displaystyle d} i {\displaystyle d_{0}=10} pc (32,6 al), la distància de la font i la de referència.